# Trêve de Calais
 (avril 2018).
Si vous disposez d'ouvrages ou d'articles de référence ou si vous connaissez des sites web de qualité traitant du thème abordé ici, merci de compléter l'article en donnant les références utiles à sa vérifiabilité et en les liant à la section « Notes et références ».
Malestroit (1343) Westminster (1353)
La trêve de Calais est signée le 28 septembre 1347 entre Édouard III d'Angleterre et Philippe VI de France.

## Contexte historique
Elle fait suite à la capitulation de Calais le 3 août 1347, qui a été assiégée pendant un an par les Anglais. La trêve confirme entre autres la possession de Calais par Édouard III et la renonciation par Philippe VI de tout droit sur la ville. Après la signature de la trêve, le souverain anglais et ses troupes rembarquent pour l'Angleterre.
Les hostilités entre Français et Anglais sont officiellement interrompues à cette date par l'émergence de la Peste noire. Les deux camps s'affrontent sporadiquement pendant les années qui suivent, sans que la trêve ne soit rompue. Elle prend fin en avril 1351 avec la reprise des hostilités en Guyenne.